# Talbot-Lago T150
Pour les articles homonymes, voir Talbot et Anthony Lago.
La Talbot-Lago T150 est une automobile de luxe du constructeur automobile français Talbot-Lago, déclinée des Talbot T150C de course, produites à 69 exemplaires entre 1937 et 1939.

## Historique
À la suite de la Grande Dépression et de la crise de 1929 la marque Talbot est en faillite. L'ingénieur industriel italien Anthony Lago rachète alors la marque en 1934, et entreprend de la métamorphoser en marque de voitures sportives d'exception, avec l'ingénieur motoriste en chef maison Walter Becchia.

Talbot T150C
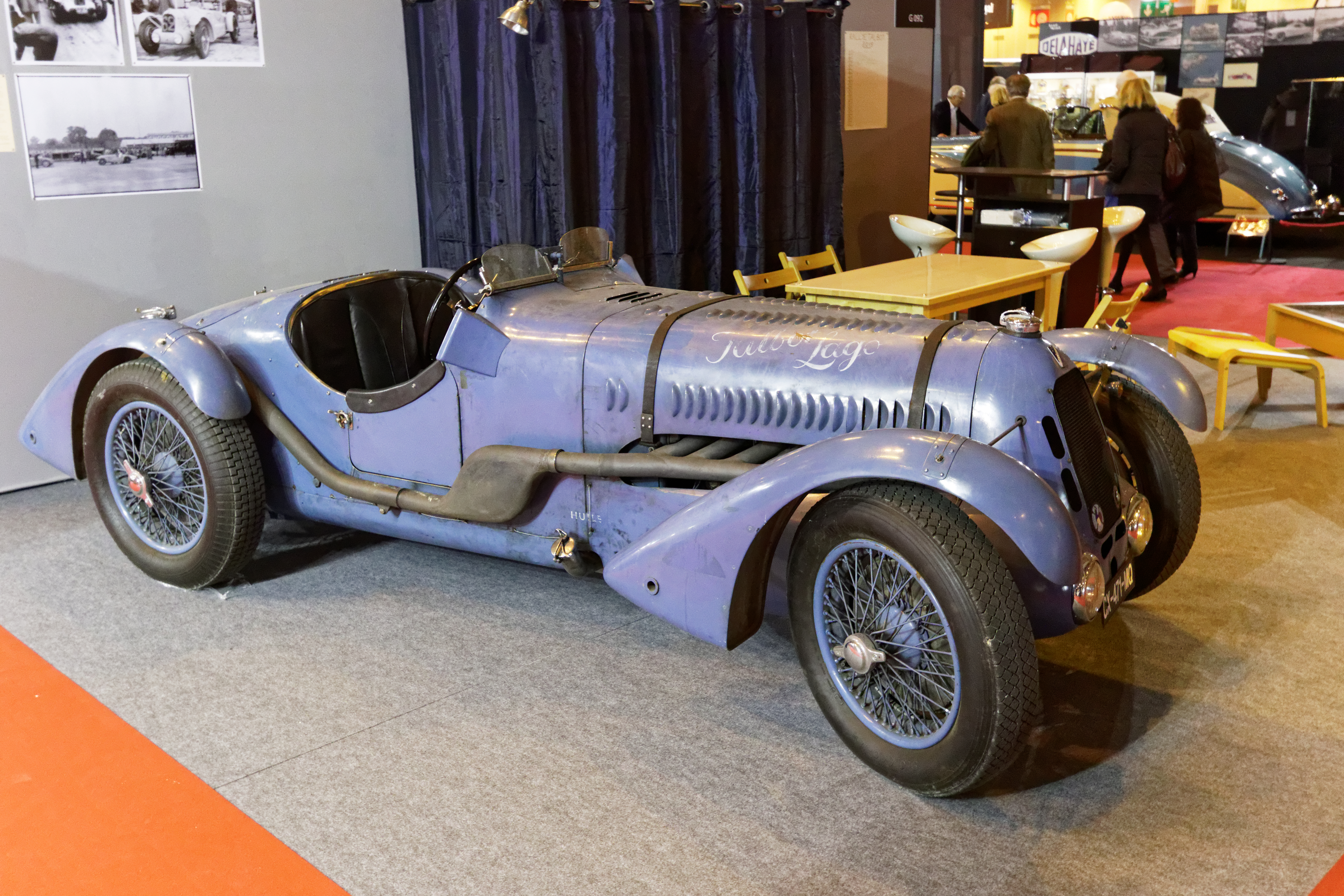
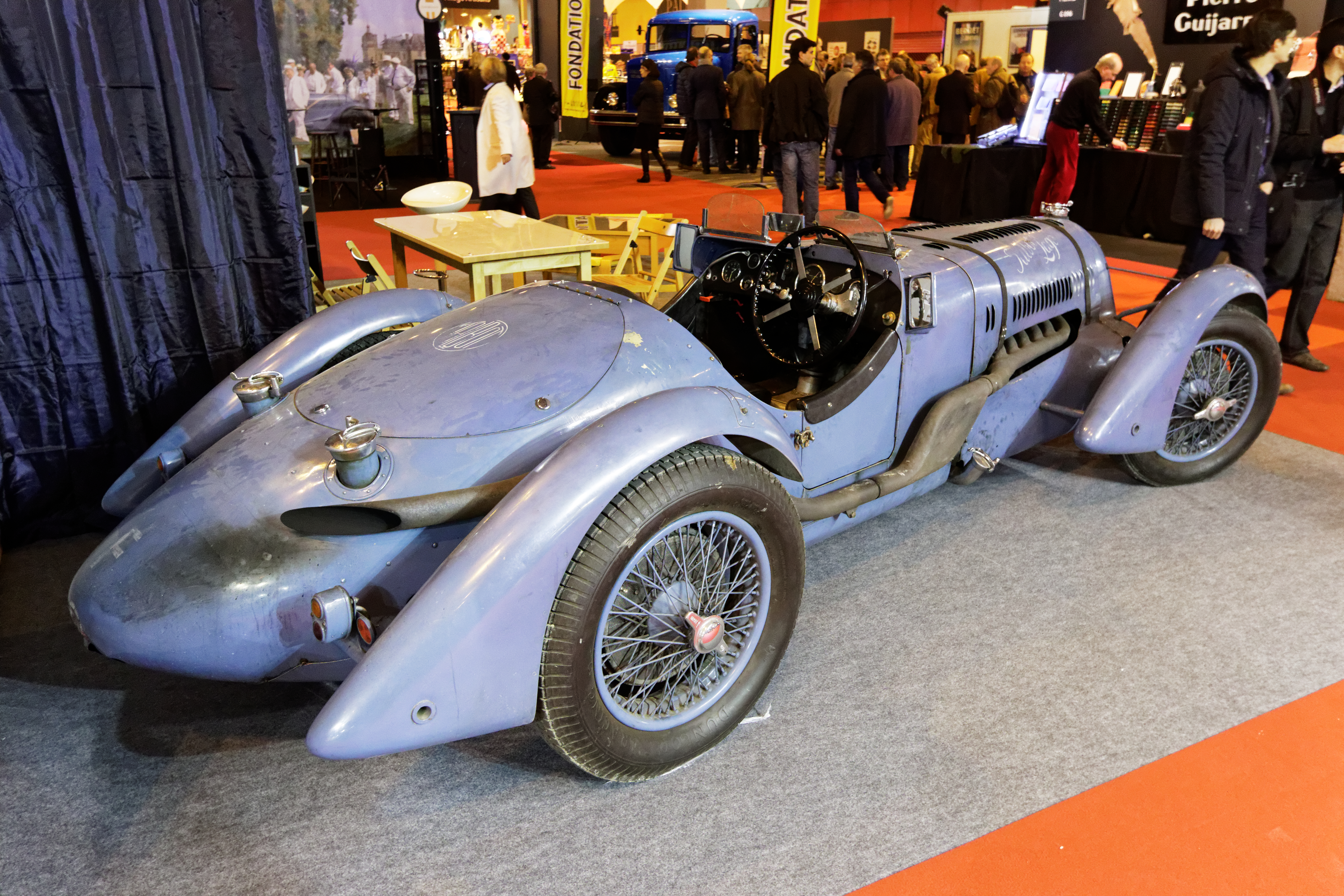
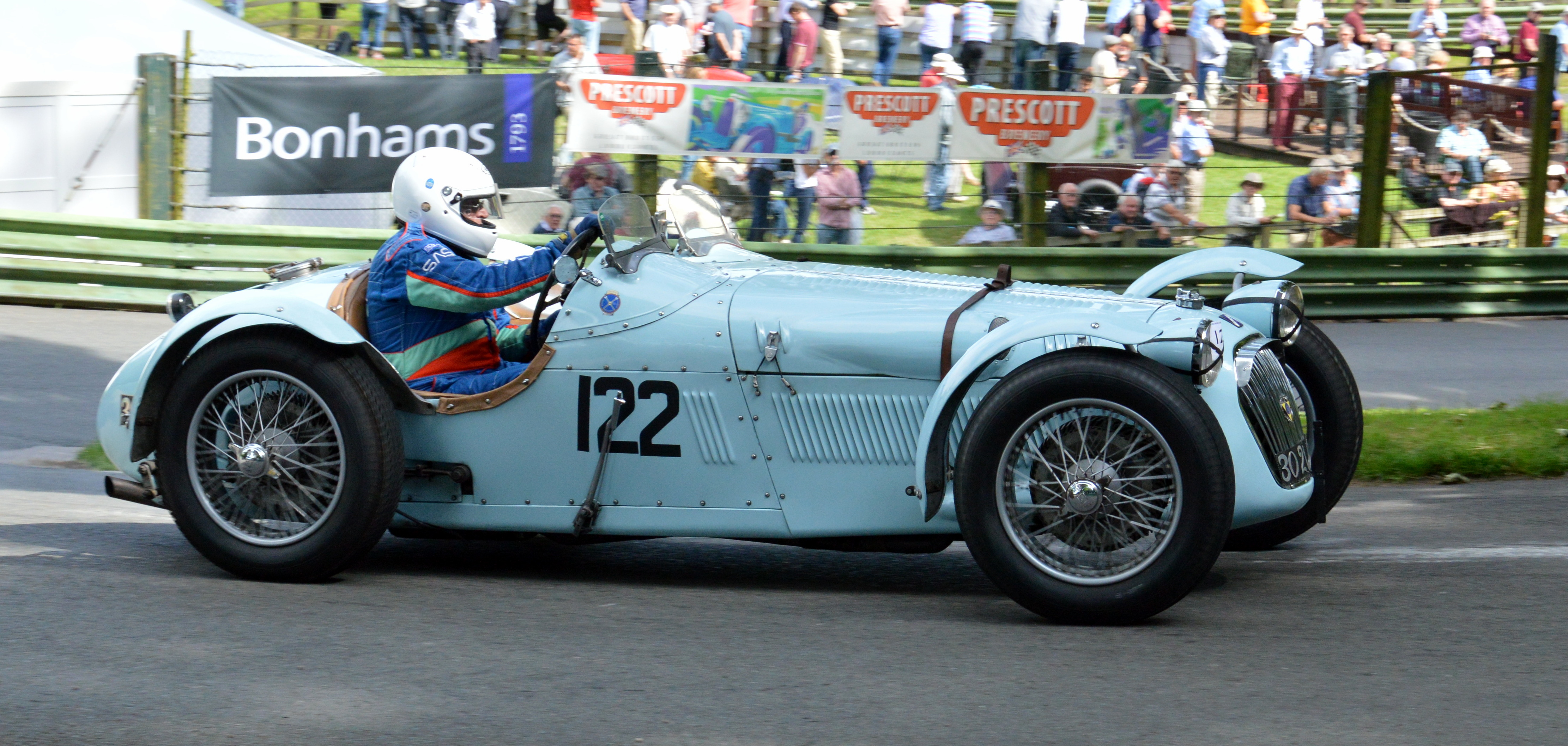

Ils conçoivent ensemble les Talbot Baby (1936-1940) et Talbot-Lago T120 (1936-1939) puis cette Talbot-Lago T150 (déclinée des Talbot T150C de course) considérée comme un des fleurons de l'automobile française des années 1930, concurrente entre autres des prestigieuses Bugatti Type 46 et 57 « Atalante », Delahaye Type 135, 145, et 165, Delage D6, Delage D8-120 « Aérosport », Alfa Romeo 8C 2900, Avions Voisin C25, Panhard et Levassor Dynamic...

## Motorisation
La version routière de 3 places à l'avant, est motorisée par le moteur 6 cylindres en ligne de 3996 cm³ des modèles de course Talbot T150C, et décliné en deux versions :
- S (Spéciale) double carburateurs Zenith, de 140 ch, pour une vitesse maximale de 160 km/h
- SS (Super Sport) triple carburateurs Zenith, de 165 ch, pour une vitesse maximale de 185 km/h

Talbot-Lago T150C Coupé
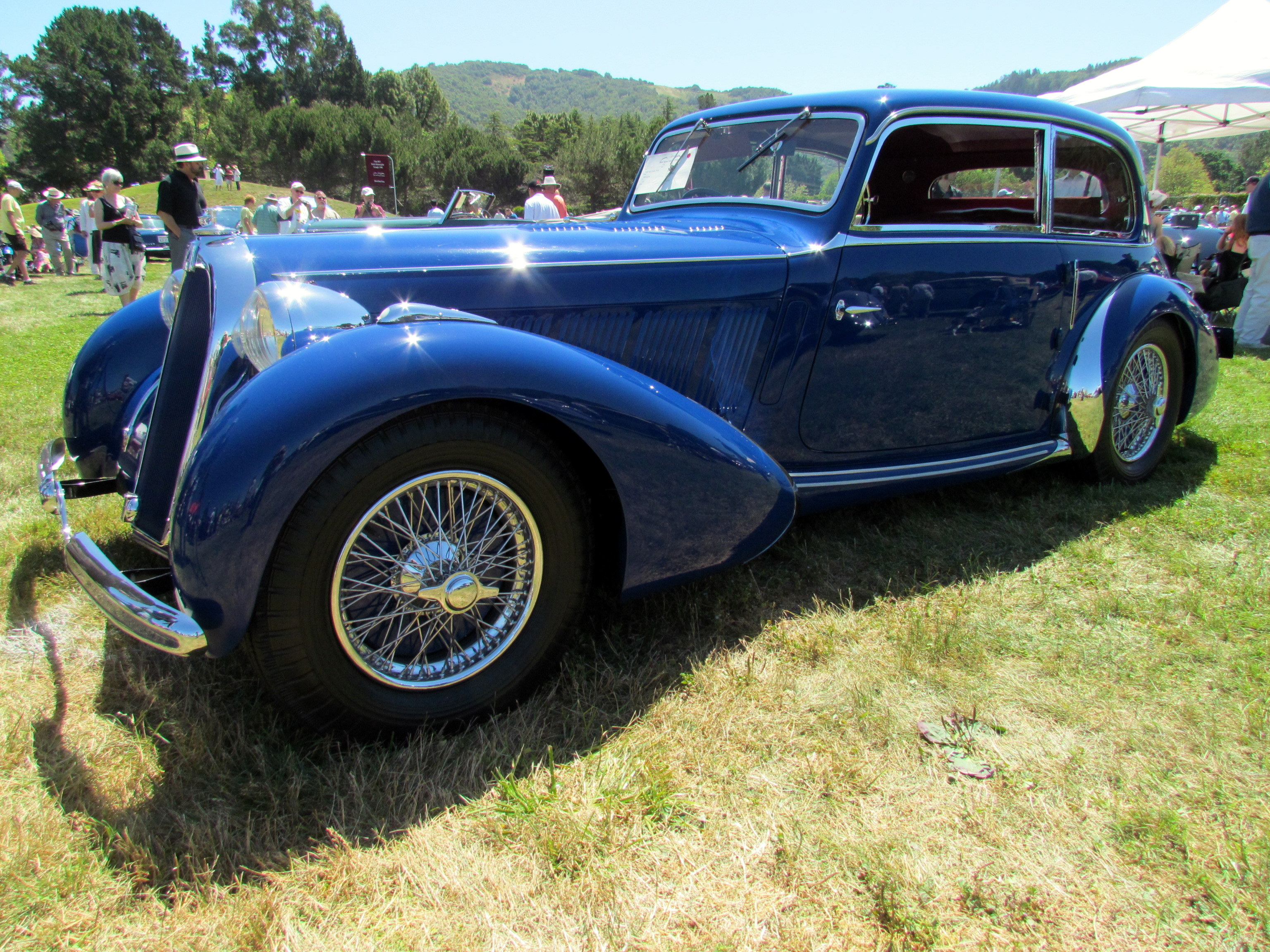
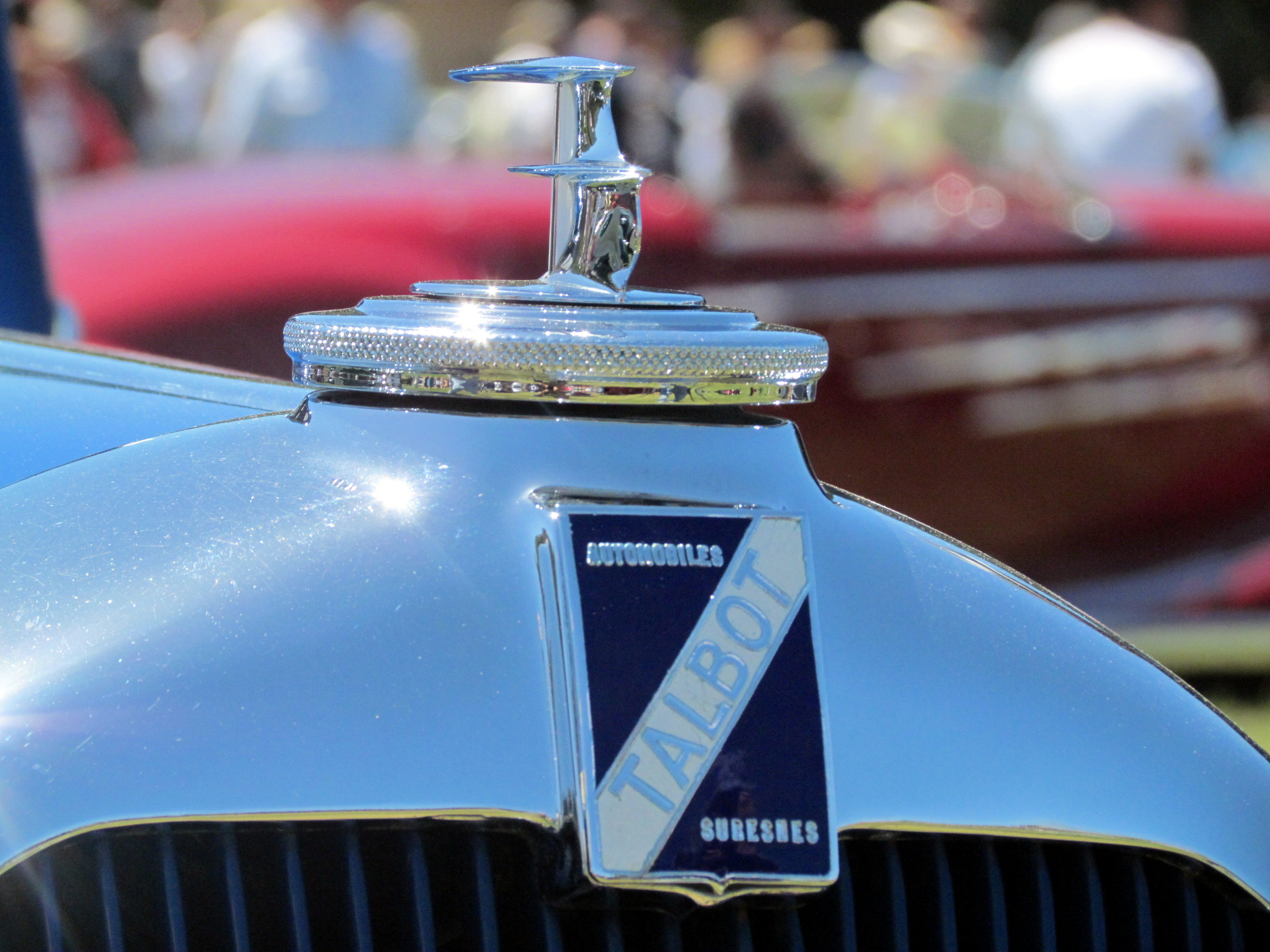
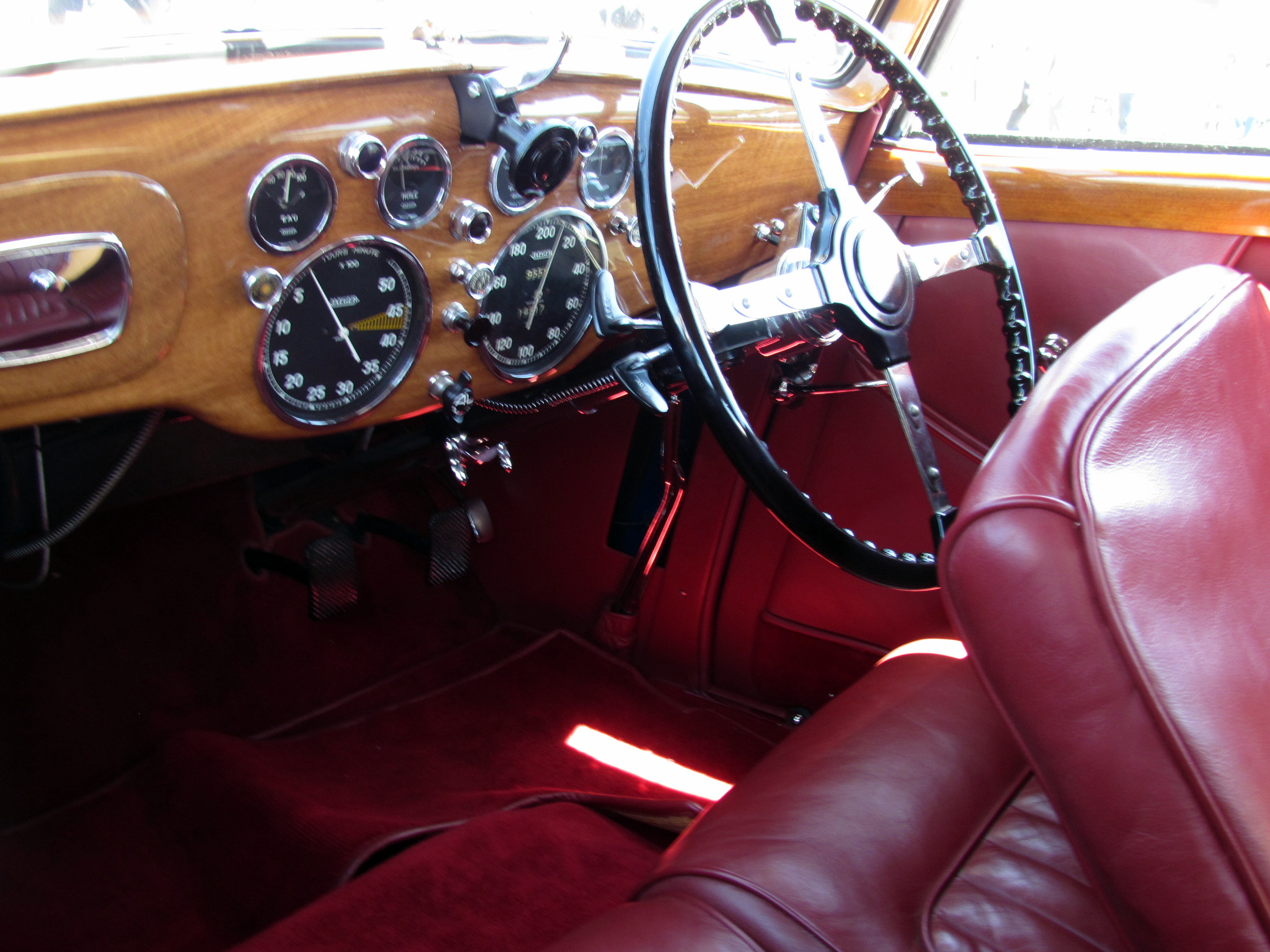

## Talbot-Lago T150-C SS Figoni et Falaschi « Goutte d’eau »
Présentée en 1937 aux salon de l’Automobile de Paris et salon de l'automobile de New York, la Talbot-Lago T150-C SS (Super Sport) est carrossée en 25 exemplaires par Figoni & Falaschi, surnommés « Goutte d'eau » (Teardrop en anglais), et inspirée entre autres des précédentes Talbot-Lago T120. Avec son mélange d'élégance et de sportivité, elle est considérée comme « une des plus belles carrosseries françaises de l'âge d'or des années 1930 » et incarne le prestige de l'automobile française d'avant-guerre.

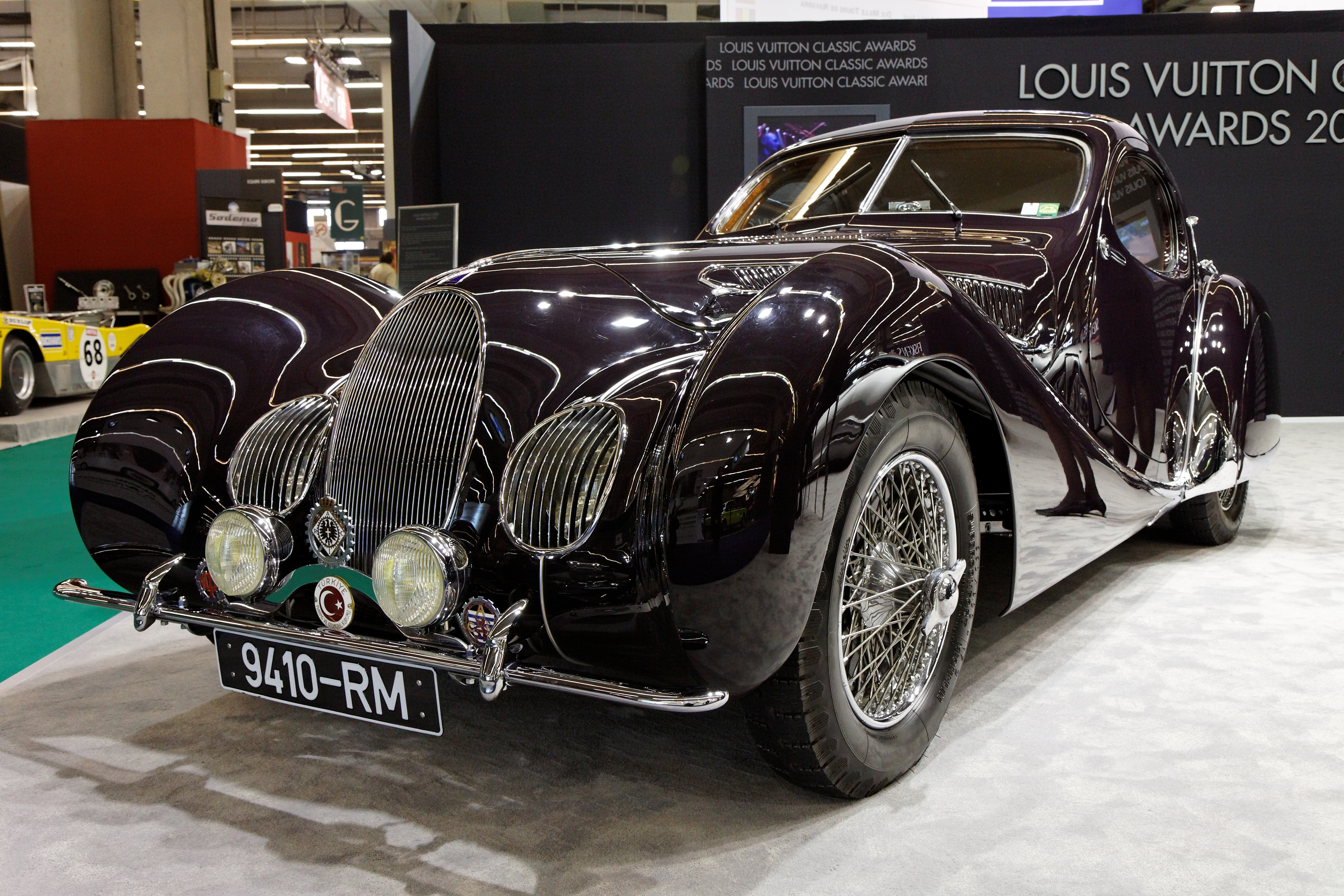
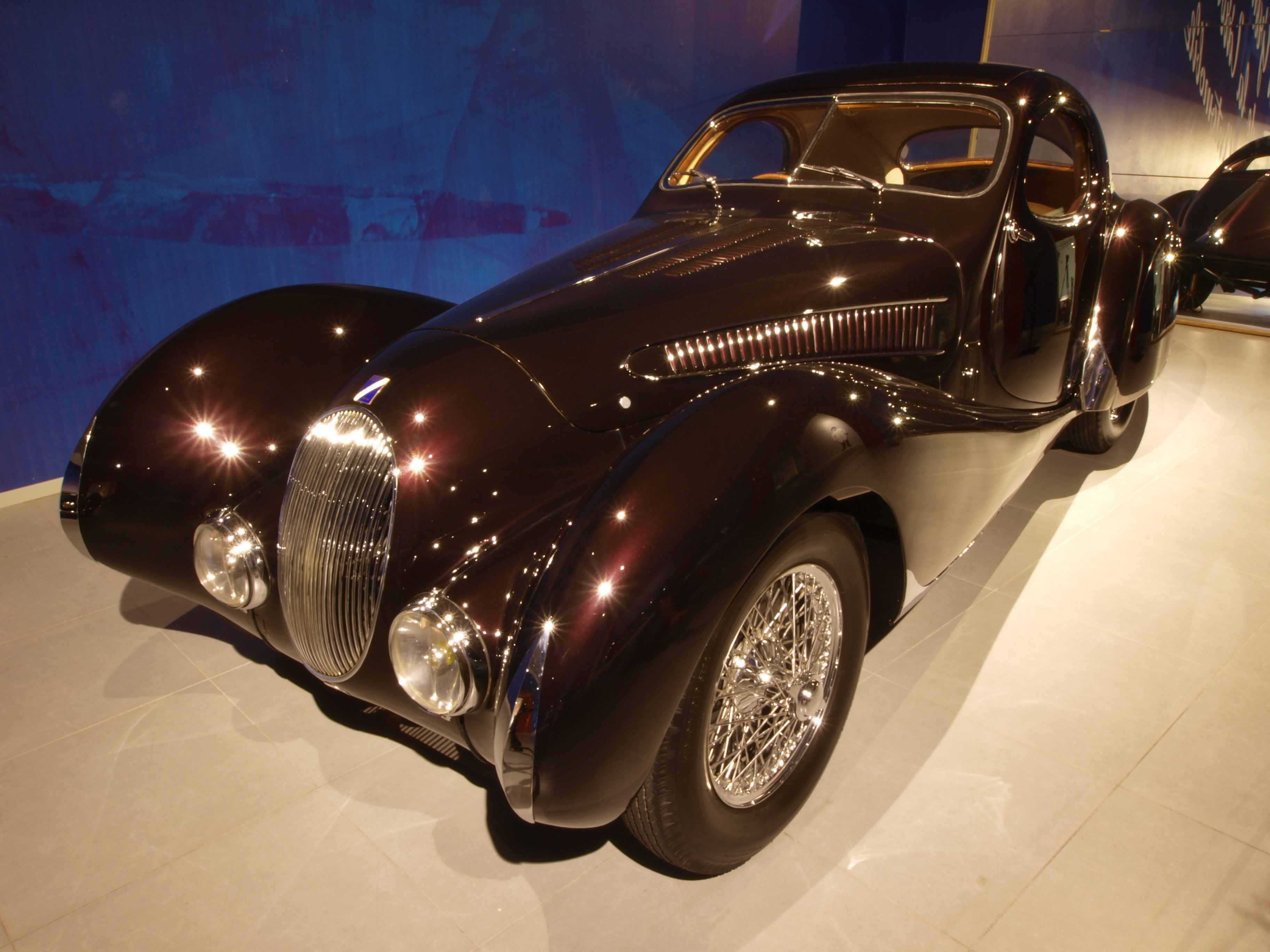
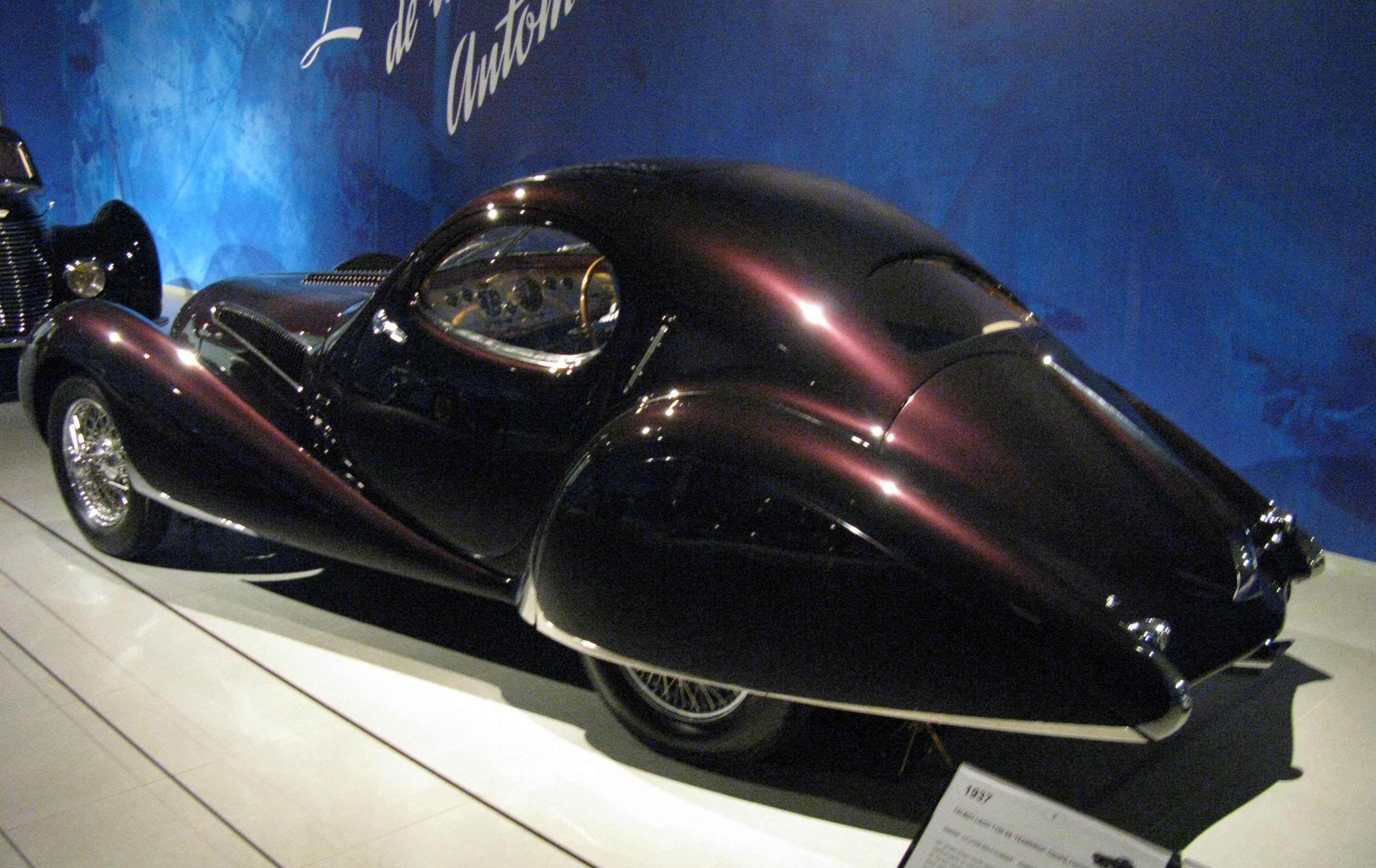
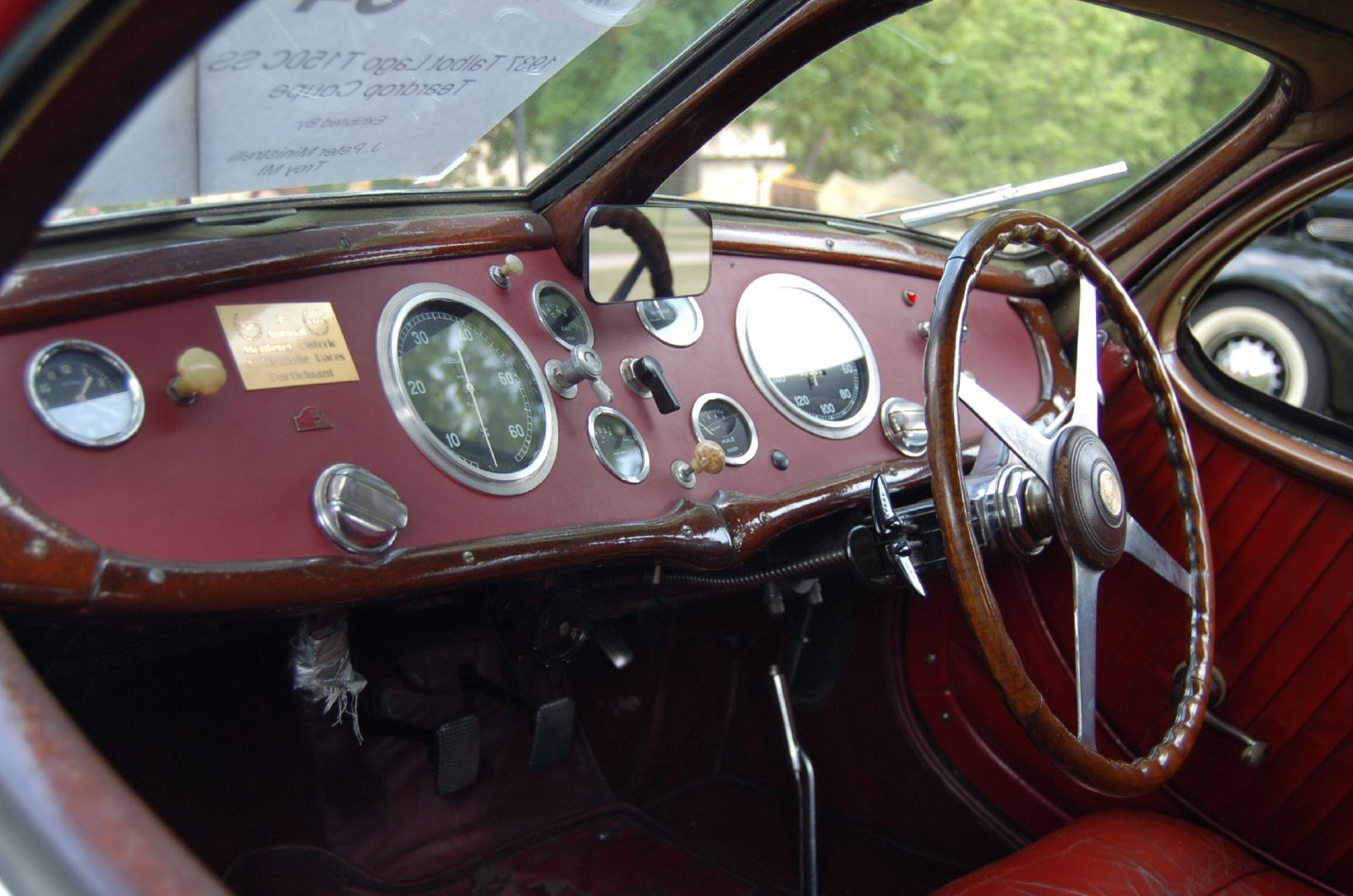
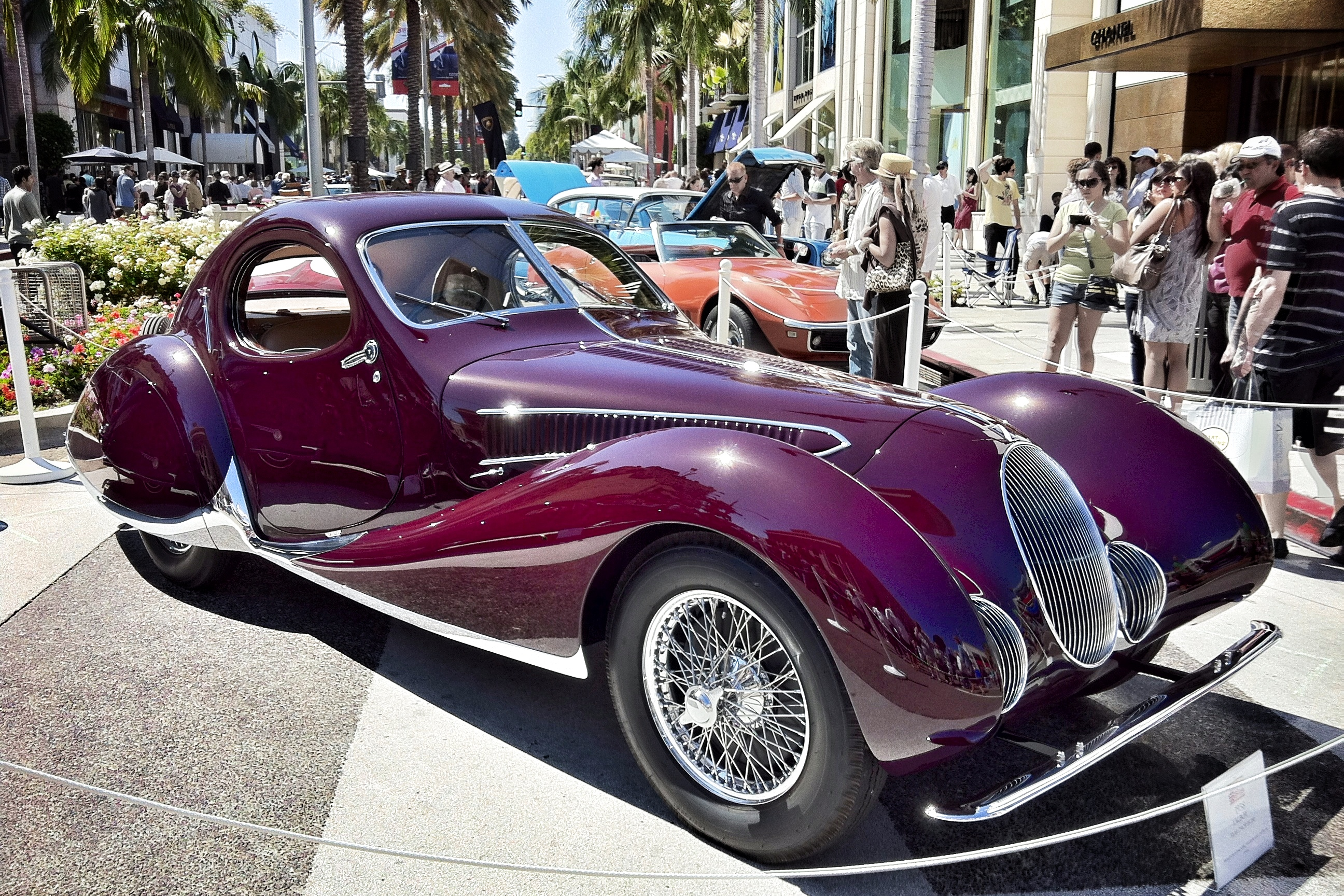

La déclaration de la Seconde Guerre mondiale en 1939 cause son échec commercial.

Talbot-Lago T150C SS Figoni & Falaschi à carénage intégral
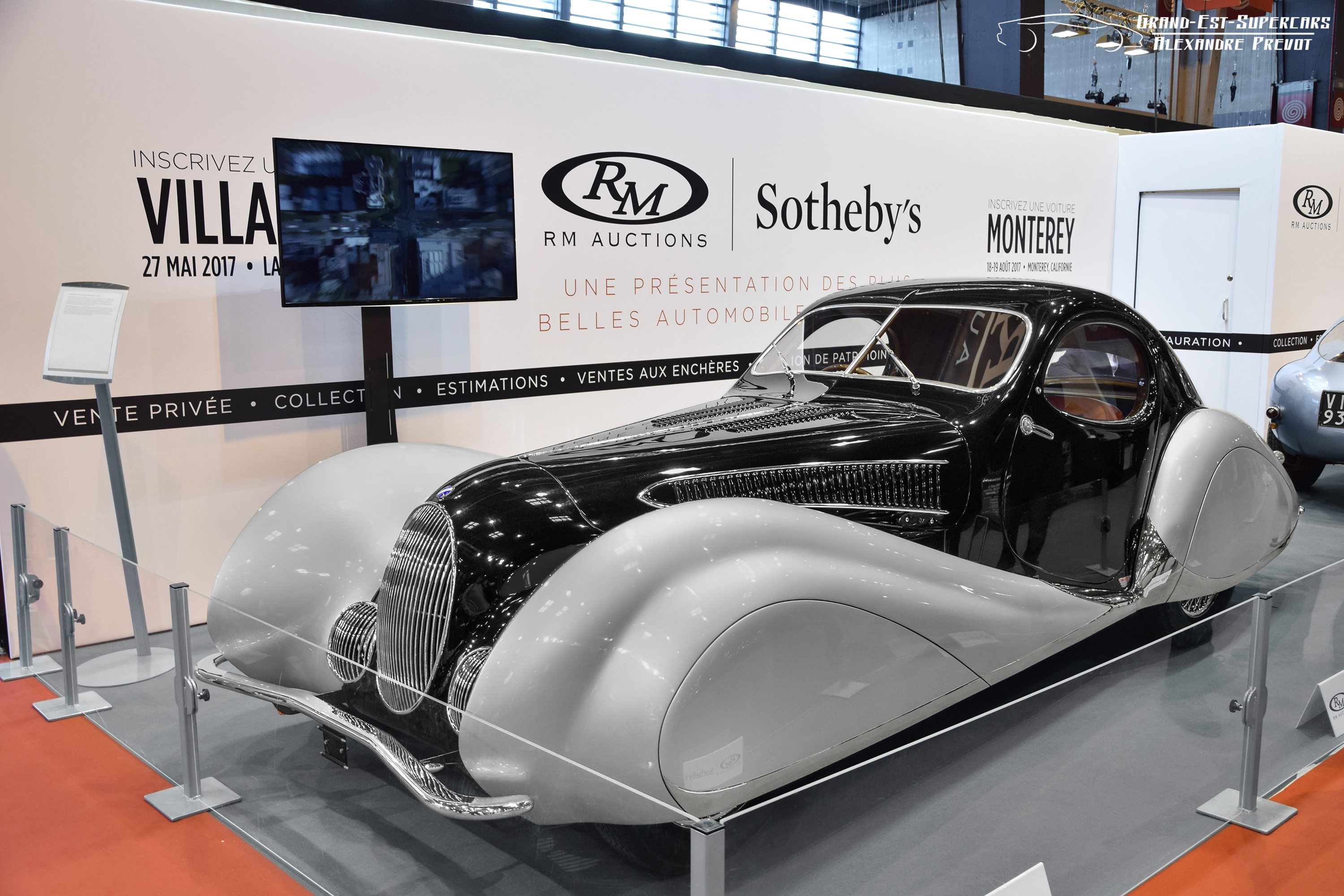
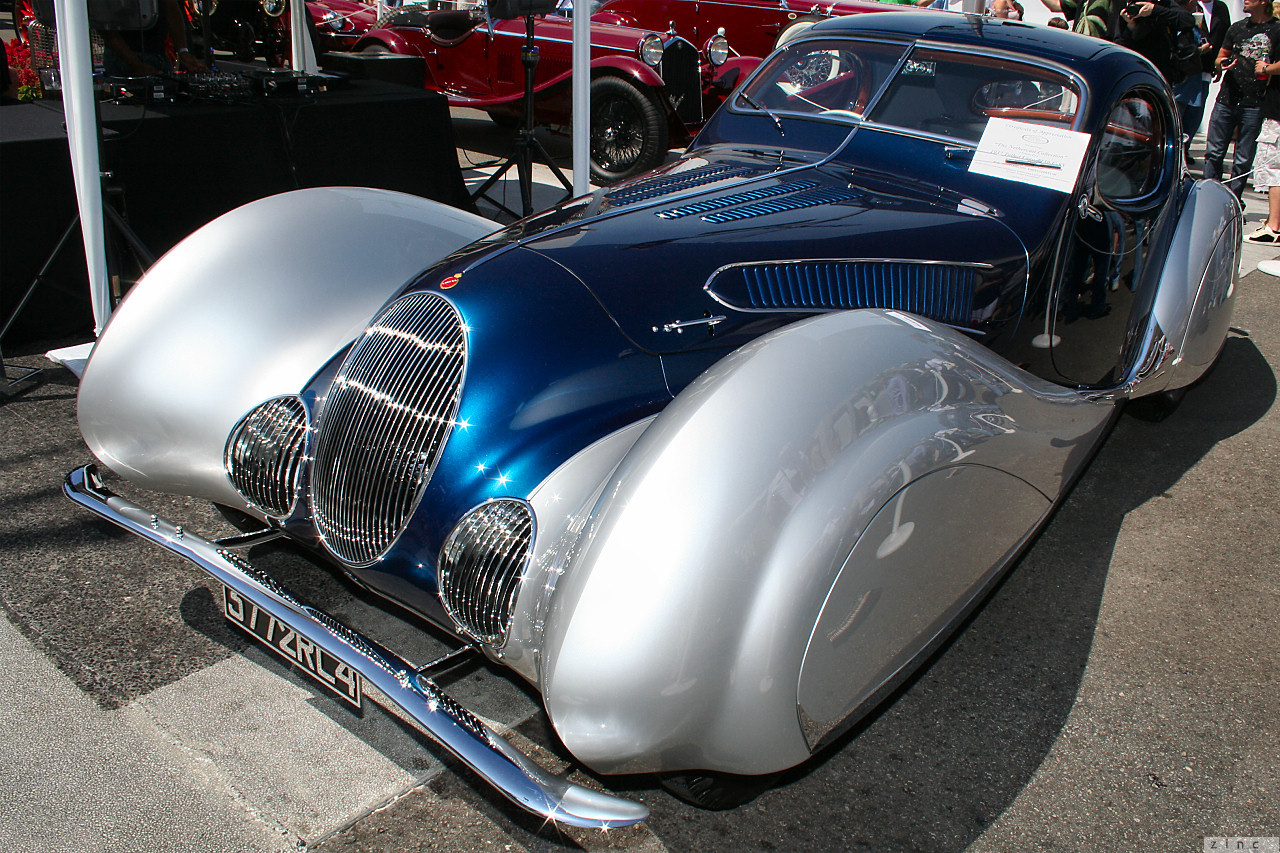
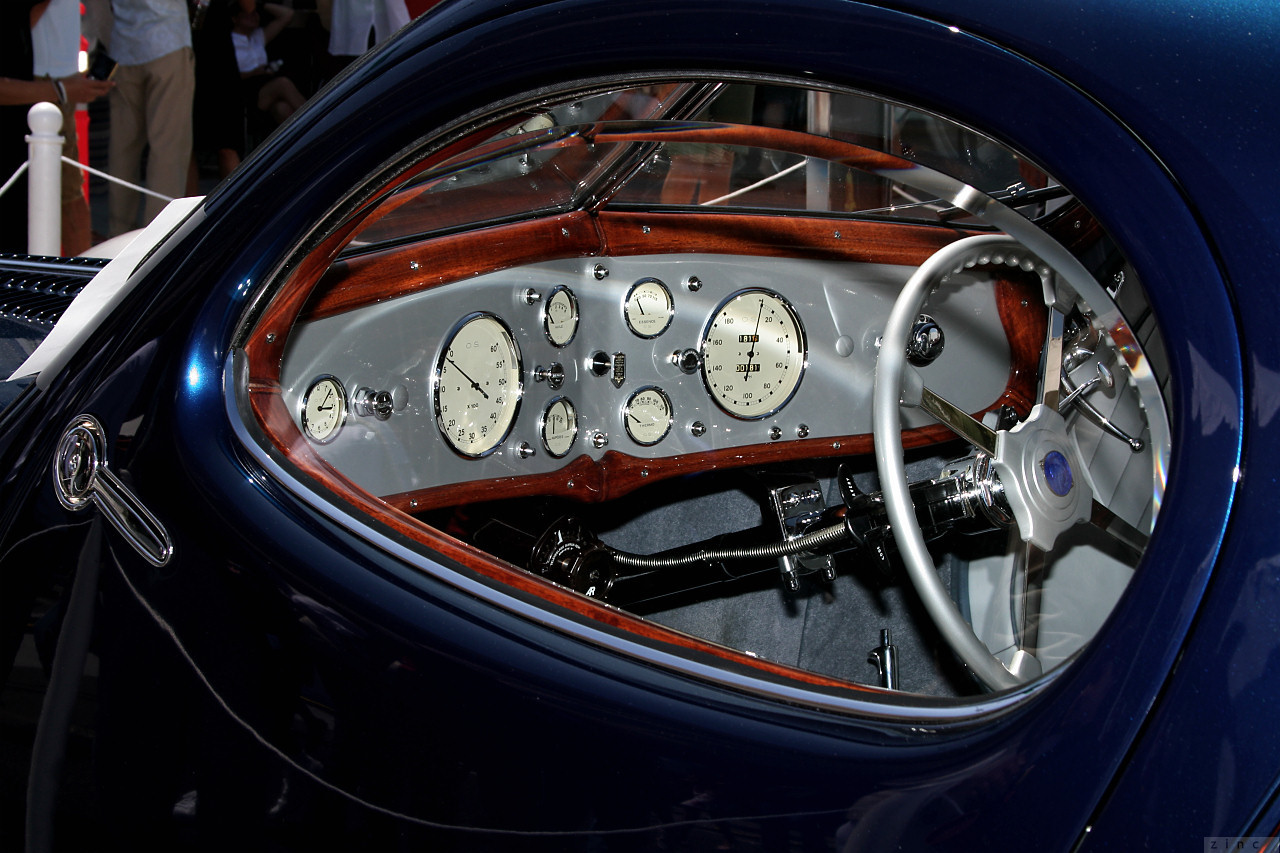
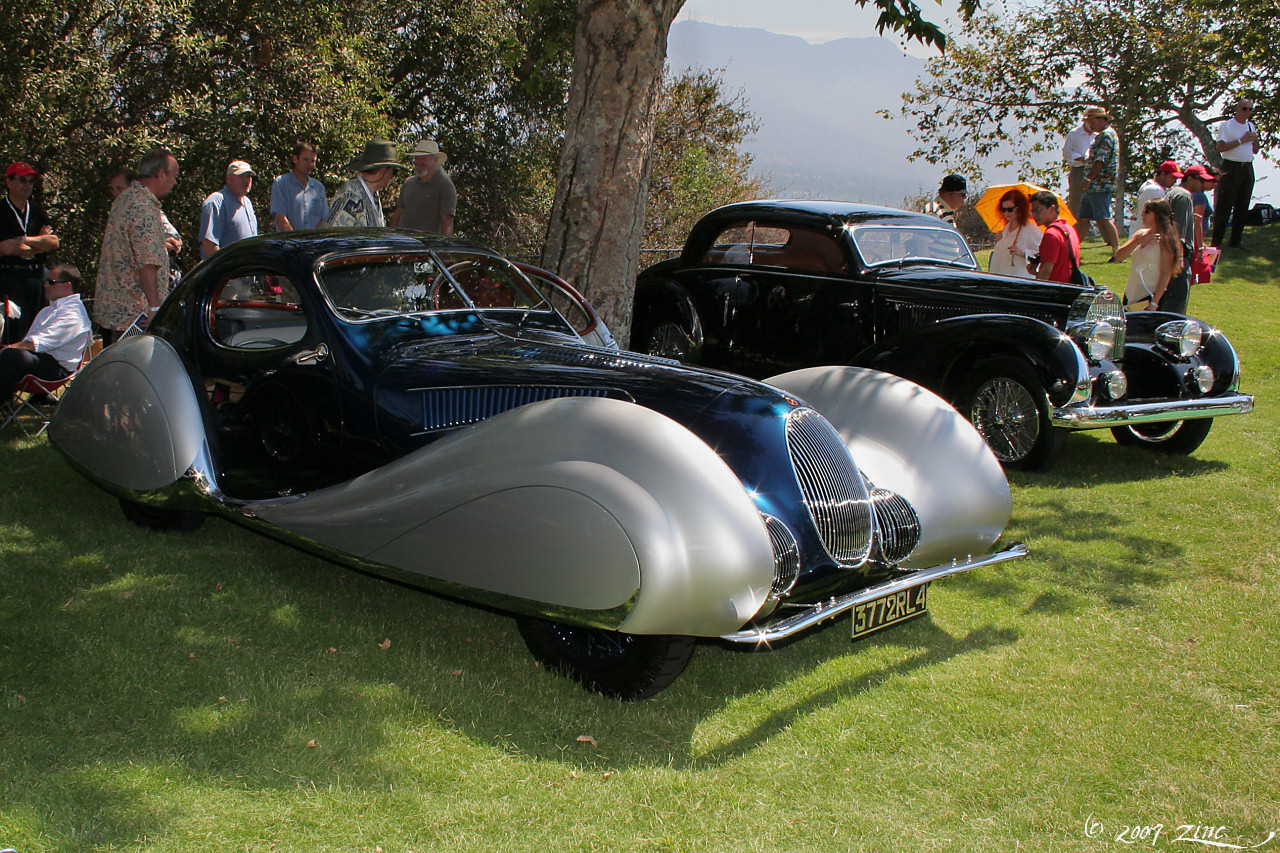

Les deux modèles uniques de Talbot-Lago T150-C SS Figoni & Falashi entièrement carénées, sont adjugées respectivement 3,136 millions € en 2011, et 3,36 million € en 2017, par la maison de vente aux enchères RM Sotheby's lors du concours d'élégance Villa d'Este des rives du lac de Côme près de Milan.
En 2022, la « Goutte d’eau » numéro de châssis 90107 est mise en vente en Floride. Il s'agit à l'origine d'un cadeau du prince héritier maharadja de Kapurthala à la danseuse anglaise Stella Mudge, qui ne garde la voiture que deux ans. En 1939, l'automobile est exportée aux États-Unis pour le playboy Tommy Lee. En 2004, elle rejoint la collection Nethercutt, à Los Angeles. Restaurée complètement, elle remporte de nombreux prix d'élégance. Elle est estimée à 10 millions de dollars.